# Farní sbor Slezské církve evangelické augsburského vyznání v Oldřichovicích
Farní sbor Slezské církve evangelické augsburského vyznání v Oldřichovicích je sborem Slezské církve evangelické augsburského vyznání v Oldřichovicích. Sbor spadá pod Třinecký seniorát.
Sbor byl založen roku 1950.
Bohoslužby se konají v kostele, který vznikl několika přestavbami dřívější evangelické školy z roku 1869.
Od roku 2021 vede sbor evangelizační činnost v Olomouci.

## Pastoři sboru
- Karel Trombik (1950–1958)
- Karel Santarius (1958–1995)
- Bohdan Taska (1995–2010)
- Jiří Chodura (od r. 2010)

## Kurátoři sboru
- Pavel Kaleta (1950–?)
- Jiří Rucki (1987–2003)
- Jan Kaleta (od r. 2003)

## Jiní významní členové sboru
- Karel Walach
- Milan Pecka
- Štěpán Rucki